# Gregor VI. (Papst)

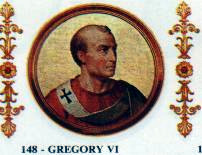
Papst Gregor VI.

Gregor VI. (geboren Johannes Gratianus Pierleoni; † wohl November 1047 in Köln) war Papst von 1045 bis 1046. Er ist nicht zu verwechseln mit dem gleichnamigen Gegenpapst von 1012.
Vor seinem kurzen Pontifikat war Gregor VI. seit 1012 Kardinalpriester und Erzpriester von San Giovanni a Porta Latina. 1045 kaufte er von Papst Benedikt IX., dessen Taufpate er war, das päpstliche Amt für 1000 Pfund Silber, obwohl er selbst ein Gegner jeglicher Simonie war. Am 1. Mai 1045 wurde er in das Papstamt gewählt. Später jedoch hielten sowohl Gregor als auch Benedikt selbst an ihrem Anspruch fest, der rechtmäßige Papst zu sein. Da zur gleichen Zeit auch noch Silvester III. zum Papst erhoben wurde, regierten nun in Rom drei Päpste gleichzeitig.
Die meisten Kirchenmänner hielten zu Gregor, der den Missständen der Kirche ein Ende bereiten wollte. Der deutsche König Heinrich III. jedoch berief am 20. Dezember 1046 die Synode von Sutri ein, die alle drei Päpste für unrechtmäßig erklärte und stattdessen am 24. Dezember in Rom Bischof Suidger von Bamberg als Clemens II. zum Papst erhob.
Gregor wurde nach Köln verbannt, wohin ihn ein junger Kleriker namens Hildebrand begleitete, der spätere Papst Gregor VII. Gregor VI. starb vermutlich im November 1047 in Köln.